# Circonscription de Ziway
La circonscription de Ziway est une des 177 circonscriptions législatives de l'État fédéré Oromia, elle se situe dans la Zone Est Shoa. Son représentant actuel est Abu Berki Tuke.